# جیسون گودال
جیسون گودال (انگلیسی: Jason Goodall؛ زاده ۲۳ ژانویهٔ ۱۹۶۷) یک تنیس‌باز اهل بریتانیا است.